# جنگ پیشنهاد خرید
جنگ پیشنهاد خرید (به انگلیسی: bidding war)، وضعیتی است که در آن، دو یا چند خریدار، به آیتمی (نظیر خانه یا شرکت) بسیار علاقه‌مند بوده و پیوسته، قیمت پیشنهادی خود برای خرید آن را بالاتر می برند تا نهایتاً صاحب آن شوند.این پیشنهاد خرید، نوعاً بسیار سریع اتفاق می افتد و نیازمند تصمیم گیری سریع خریداران است.   

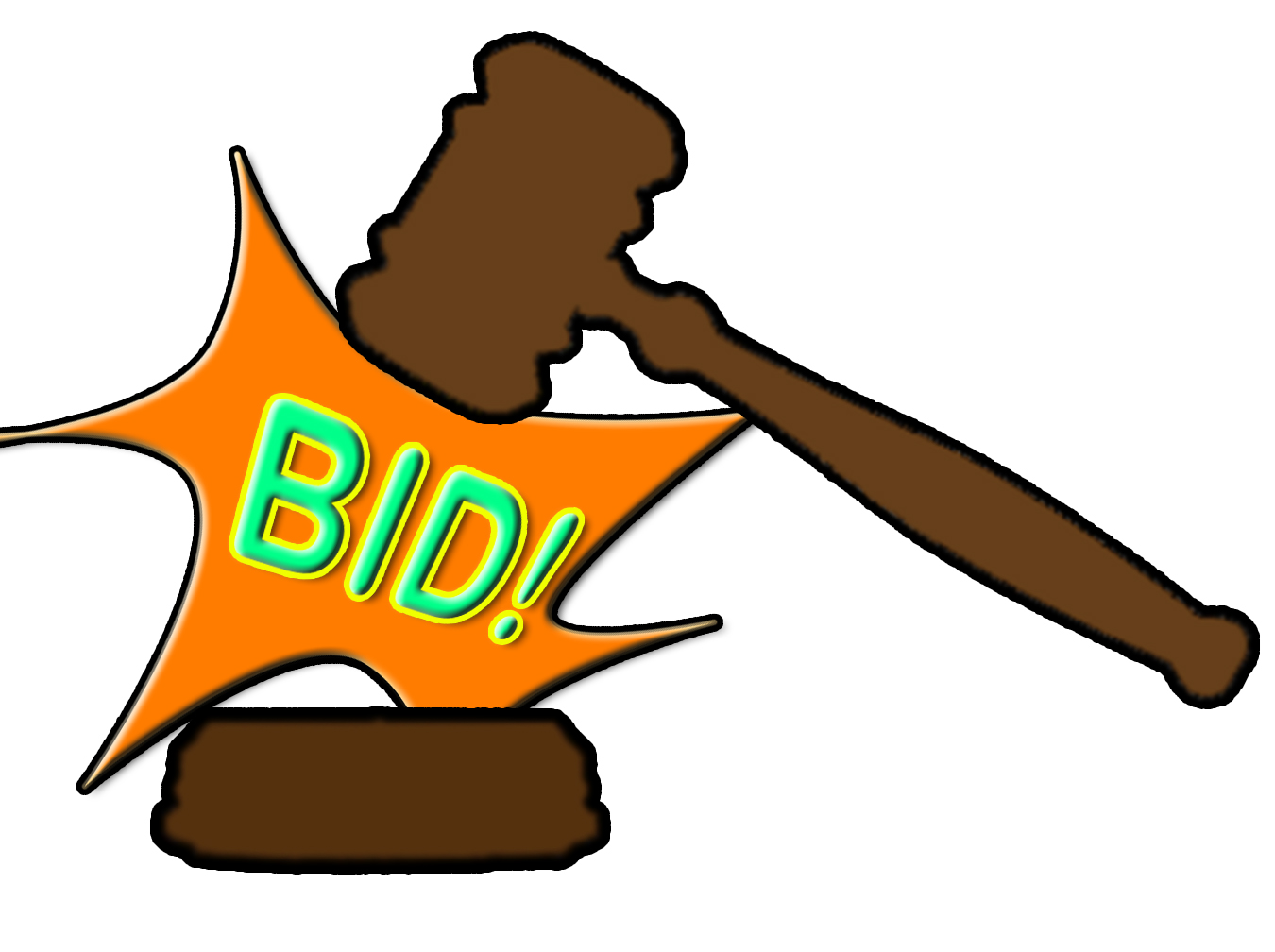
auction hammer

## هم‌چنین ببینید
- قیمت پیشنهادی فروش
- قیمت پیشنهادی خرید